# Grands dignitaires de l'Empire français
Le titre V de la Constitution du 18 mai 1804 crée six grandes dignités de l’Empire : 
- l'archichancelier de l’Empire ;
- l’archichancelier d’État ;
- l'architrésorier ;
- le grand électeur ;
- le connétable ;
- le grand amiral.

Les dignités supplémentaires qui seront créées par la suite sont celle de vice-connétable,  de vice-grand-électeur, de vice-grand-amiral (1807), de gouverneur général des départements au-delà des Alpes, de gouverneur général des départements de Hollande, de grande-duchesse de Toscane (1809) et de gouverneur général des départements de Rome et du Trasimène (1810). 
Nommés à vie par l'Empereur, inamovibles, les grands dignitaires de l’Empire jouissent des mêmes honneurs que les princes français et prennent rang immédiatement après eux. De droit, ils sont sénateurs et conseillers d’État et jouissent d'une pension confortable équivalente à celle des princes. Ils forment le grand conseil de l’Empereur et sont membres du conseil privé. Un décret impérial du 31 mars 1806 portant statut de la famille impériale dispose que, outre l'archichancelier de l’Empire qui en est membre de droit, le plus ancien des grands dignitaires est membre du conseil de famille. L'article 31 dispose que si un grand dignitaire vient à oublier ses devoirs, l'Empereur peut lui infliger les arrêts, l'éloignement ou l'exil pour une durée ne pouvant excéder un an. 
Ces dignités sont essentiellement des titres honorifiques bien que certaines fonctions leur soient attachées par la constitution. 
Plusieurs grands dignitaires font partie de la famille impériale : Joseph, Elisa et Louis, frères et sœur de l'Empereur, ses beaux-frères les princes Murat et Borghese (mariés à Caroline et Pauline) ou encore son fils adoptif le prince Eugène (il est le fils de Joséphine et de son premier mari Alexandre de Beauharnais).
Ils ne furent pas rétablis sous le Second Empire.

## Fonctions

### L'archichancelier de l'Empire
Responsable du sceau impérial, l’archichancelier de l’Empire est chargé de contresigner, lors de leur promulgation par l’Empereur, les sénatus-consultes organiques et les lois. Il signe également le procès-verbal établi par le secrétaire d’État.
En l’absence de l’Empereur, il est le chef de l’administration et préside le Sénat, le Conseil d’État et le Tribunat.
Chancelier du Palais impérial et chargé de l'état-civil de la famille impériale, il est présent au couronnement et aux obsèques de l’Empereur ainsi qu’à la naissance des princes français et à la célébration de leur mariage.
Il préside la Haute Cour impériale et assiste à la réunion annuelle lors de laquelle le ministre de la Justice rend compte à l’Empereur des abus éventuels de l’administration de la justice.
Enfin, l'archichancelier de l’Empire présente les autres titulaires de grandes dignités de l'Empire, les ministres, les grands officiers civils de la Couronne et le premier président de la Cour de cassation au serment qu’ils prêtent entre les mains de l’Empereur ; il reçoit lui-même le serment des magistrats de la Cour de cassation et des présidents et procureurs généraux des cours d'appel et des cours criminelles.

### L’archichancelier d’État
Gardien du protocole, l’archichancelier d’État contresigne lors de leur promulgation les traités de paix, d’alliance et les déclarations de guerre.
Il assiste à la réunion annuelle lors de laquelle le ministre des Relations extérieures rend compte à l’Empereur de la situation politique de l’État.
Il présente à l’Empereur les lettres de créance et la correspondance d'étiquette avec les différentes cours étrangères. Il présente les ambassadeurs français à l'étranger au serment qu'ils prêtent entre les mains de l’Empereur et reçoit le serment des autres diplomates français.

### L’architrésorier
L’architrésorier assiste à la réunion annuelle lors de laquelle le ministre des Finances et le ministre du Trésor rendent à l’Empereur les comptes des recettes et des dépenses de l’État, et exposent leurs vues sur les besoins financiers de l'Empire.
Il reçoit tous les trois mois le compte des travaux de la comptabilité nationale et tous les ans le résultat général et les perspectives de réforme dans les différents secteurs de la comptabilité. Il arrête, chaque année le grand livre de la dette publique.
Il reçoit le serment des principaux agents de la comptabilité nationale, de l'administration des finances et du Trésor public.

### Le grand électeur
Le grand électeur assume les fonctions de chancelier pour la convocation du Corps législatif, pour la promulgation des sénatus-consultes portant dissolution, soit du Corps législatif, soit des collèges électoraux.
Il préside le Sénat en l'absence de l'Empereur lorsque celui-ci procède aux nominations des sénateurs, des législateurs et des tribuns. Il porte à la connaissance de l'Empereur les réclamations formées par les collèges électoraux ou par les assemblées de canton pour la conservation de leurs prérogatives.
Il présente les députations solennelles du Sénat, du Conseil d'État, du Corps législatif, du Tribunat et des collèges électoraux lorsqu'elles sont admises à l'audience de l'Empereur.
Le grand électeur présente les membres de ces quatre institutions au serment qu'ils prêtent entre les mains de l'Empereur. Il reçoit lui-même le serment des présidents des collèges électoraux de département et des assemblées de canton.

### Le connétable
Gouverneur des écoles militaires, le connétable pose la première pierre des places fortes dont la construction est ordonnée.
Il assiste à la réunion annuelle lors de laquelle les ministres de la Guerre et de l’Administration de la Guerre rendent compte à l’Empereur des dispositions à prendre pour compléter le système de défense des frontières et la gestion des places fortes.
En l’absence de l’Empereur, le connétable remet les drapeaux aux corps de l’armée et passe les revues de la garde impériale.
Il peut présider la cour martiale qui doit juger un général.
Il présente les maréchaux d’Empire, les colonels et inspecteurs généraux, les officiers généraux et les colonels de toutes les armes au serment qu’ils prêtent entre les mains de l’Empereur ; il reçoit le serment des majors, chefs de bataillon et d’escadron de toutes les armes.

### Le grand amiral
Le grand amiral présente les amiraux, vice-amiraux, contre-amiraux et capitaines de vaisseau au serment qu’ils prêtent entre les mains de l’Empereur ; il reçoit le serment des capitaines de frégate et des membres du Conseil des prises.
Il peut présider la cour martiale qui doit juger un amiral, vice-amiral ou contre-amiral.
Il est présent à la réunion annuelle lors de laquelle le ministre de la Marine rend compte à l’Empereur de l’état des constructions navales, des arsenaux et des approvisionnements.

## Liste des titulaires

### Nommés en 1804
- Jean-Jacques-Régis de Cambacérès, archichancelier de l'Empire
- Eugène de Beauharnais, archichancelier d'État
- Charles-François Lebrun, architrésorier
- Joseph Bonaparte, grand électeur
- Louis Bonaparte, connétable
- Joachim Murat, grand amiral

### Nommés en 1807
- Charles-Maurice de Talleyrand-Périgord, vice-grand électeur
- Louis-Alexandre Berthier, vice-connétable

Le titre de vice-grand amiral fut créé à cette date mais personne n'y fut nommé.

### Nommés en 1809
- Camille Borghese, gouverneur général des départements au-delà des Alpes
- Elisa Bonaparte, grande-duchesse de Toscane

### Nommé en 1810
- Charles-François Lebrun, gouverneur général des départements de Hollande

La titulature de gouverneur général des départements de Rome et du Trasimène fut créée à cette date mais personne n'y fut nommé